# Кудря Сергій Анатолійович
Сергі́й Анато́лійович Ку́дря (* 18 жовтня 1982, Раденськ, Цюрупинський район) — український спортсмен, кульова стрільба, 2007 — майстер спорту України міжнародного класу з кульової стрільби, сержант міліції.

## Життєпис
Вихованець ДЮСШ №З Херсона. 1997 року закінчив Херсонське вище училище фізичної культури.
Випускник 2009 року Херсонського державного університету — факультет фізичного виховання та спорту.
Представляв Херсонську ШВСМ, ФСТ «Динамо», з 2004 року є в основному складі збірної команди України з кульової стрільби.
- 1999 — на чемпіонаті Європи в Іспанії — 1 місце у командному заліку,
- 2001 — бронзовий призер чемпіонату України у Львові,
- 2001 — бронзовий призер міжнародного турніру в Словаччині,
- 2002 — чемпіон Європи серед юніорів — Фінляндія,
- 2002 — чемпіон України — змагання у Львові,
- 2007 — переможець Кубка України,
- 2007 — дворазовий срібний призер Всесвітньої Універсіади,
- 2007 — бронзовий призер чемпіонату Європи,
- 2009 — чемпіон України,
- 2009 — бронзовий призер чемпіонату Європи,
- 2009 — срібний призер Кубку світу у вправі ПП-3,
- 2010 — чемпіон України,
- березень 2016 — віце-чемпіон з України з кульової стрільби. В березні 2016 року на Чемпіонаті Європи зі стрільби у місті Меракер (Норвегія) у складі команди здобув срібну медаль — стрільба з пневматичного пістолета на 10 метрів (вправа ПП-3) — разом з Іваном Бідняком (Дніпропетровськ) та Олегом Омельчуком (Рівне); поступилися команді РФ 2 балами.

Входив до провідної групи збірної команди України по підготовці до Олімпійських ігор 2012 року в Лондоні.